# Саксен-Готське герцогство
Саксен-Готське герцогство (нім. Herzogtum Sachsen-Gotha) — ернестинське герцогство на території сучасної федеральної землі Тюрингія, засноване в 1640 році і в 1672 році перетворене у зв'язку з розширенням території в Саксен-Гота-Альтенбург. У 1680 році в ході розподілу спадщини було розділено на сім герцогств.

## Історія

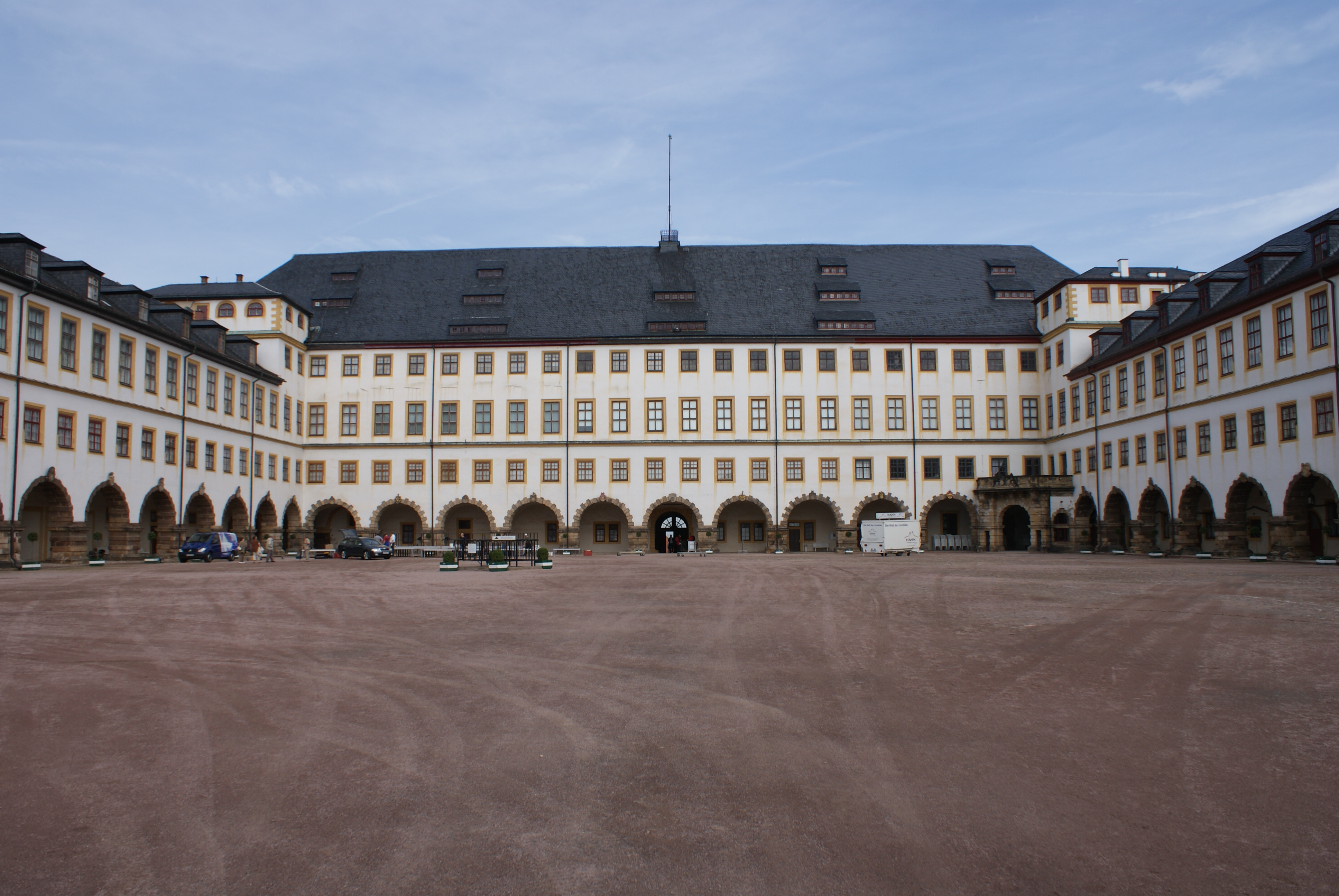
Замок Фріденштайн в Готі, побудований в 1643—1654 роках як резиденція герцогів Саксен-Готи

Герцогство Саксен-Гота з'явилося в 1640 році при розділі спадщини герцогства Саксен-Веймар і відійшло герцогу Ернсту I Саксен-Готському, передостанньому синові Йоганна III.
Своєю резиденцією Ернст I вибрав Готу. За 35 років свого правління йому вдалося значно розширити його межі:
- Після згасання лінії Саксен-Айзенах в 1645 році додалася половина володінь Саксен-Айзенаха,
- В 1660 році додалася частина остаточно поділеного графства Геннеберґ,
- Після згасання лінії Саксен-Альтенбург в 1672 році додалися три чверті альтенбургських земель, включаючи Кобург. Герцогство з цього моменту стало іменуватися Саксен-Гота-Альтенбург.

Герцог Ернст I помер в 1675 році, його сім синів спочатку стали співправителями, оскільки ернестинці до цього моменту відкидали прімогенітури. За бажанням батька справи герцогства вів старший син Фрідріх I. Спроба тримати загальний двір в замку Фріденштайн в Готі виявилася невдалою, і в 1680 році спадщину було поділено між сімома братами:
1. Фрідріх (1646—1691) отримав зменшений Саксен-Гота-Альтенбург
2. Альбрехт (1648—1699) отримав Саксен-Кобург
3. Бернхард I (1649—1706) отримав Саксен-Майнінгенське герцогство
4. Генріх (1650—1710) отримав Саксен-Ремхільд
5. Крістіан (1653—1707) отримав Саксен-Ейзенберг
6. Ернст (1655—1715) отримав Саксен-Гільдбурґгаузен
7. Йоганн Ернст (1658—1729) отримав Саксен-Заальфельд.

## Герцоги Саксен-Готи
1. 1640—1674 Ернст I Благочестивий (1601—1675), син Йоганна Саксен-Веймарського